# Karl Süssheim

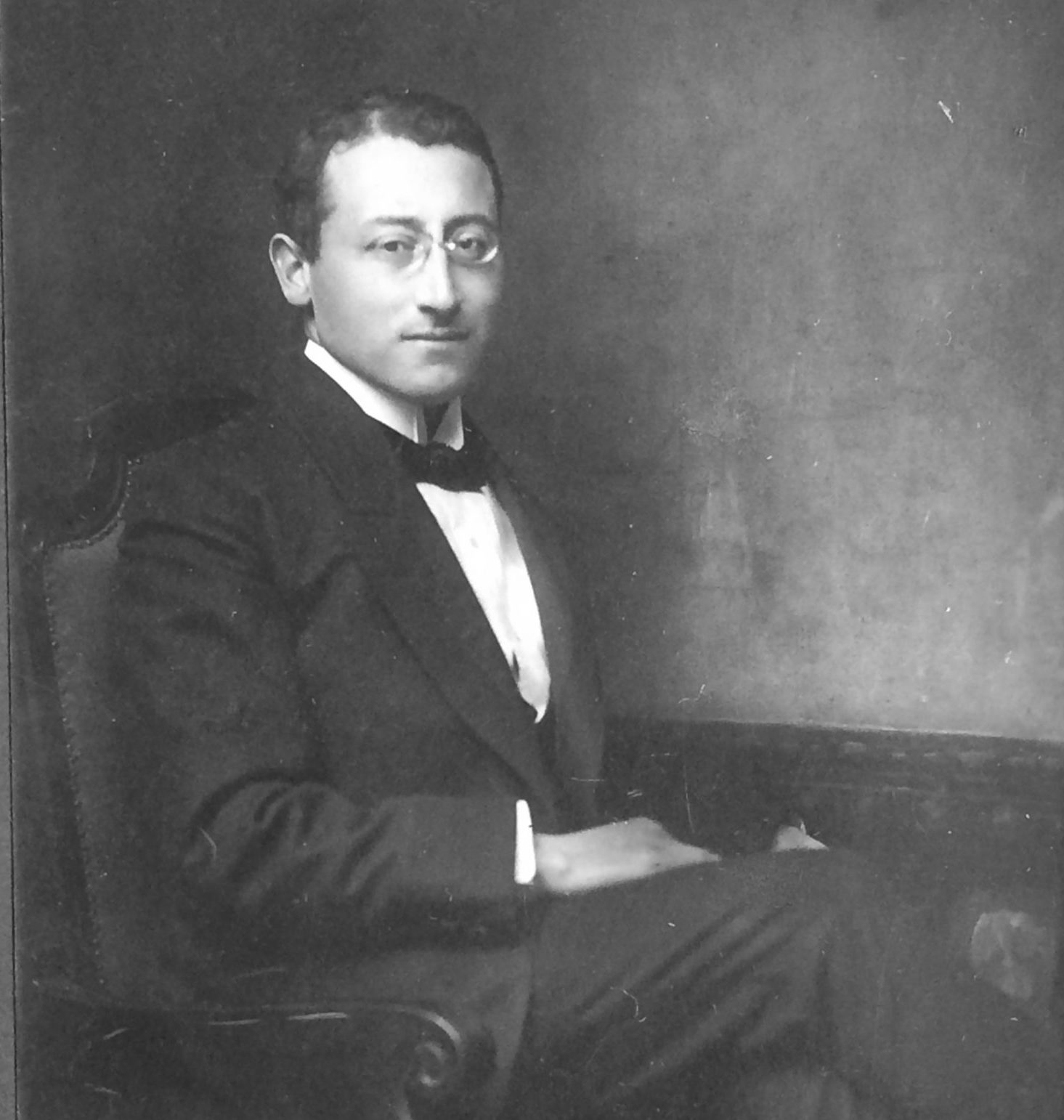
Karl Süssheim

Karl Süssheim, auch Süßheim (* 21. Januar 1878 in Nürnberg; † 13. Januar 1947 in Istanbul, Türkei) war ein deutscher Historiker und Orientalist jüdischer Abstammung, Professor für Geschichte islamischer Völker sowie für Türkisch, Persisch (Farsi) und Arabisch.

## Leben

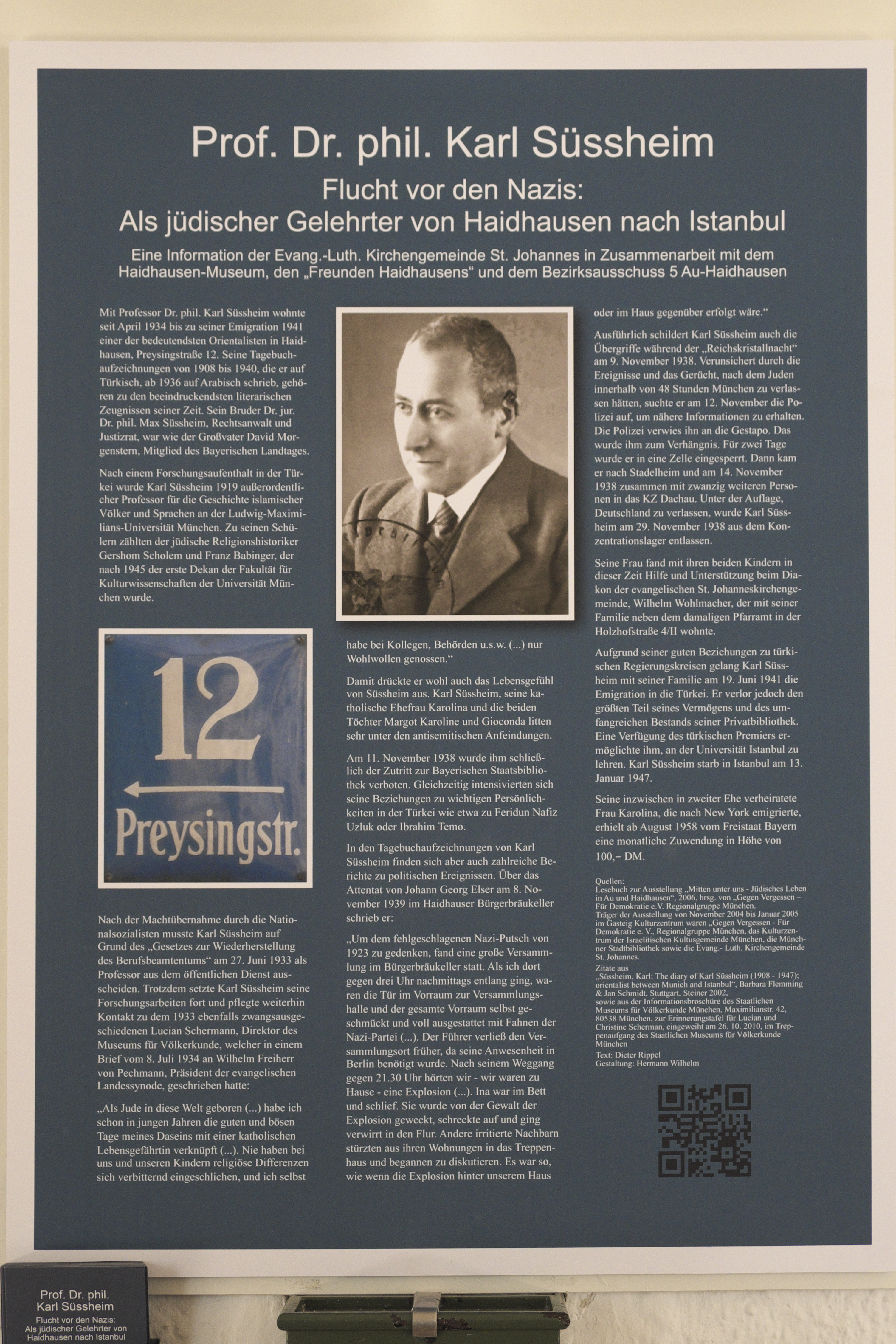
Informationsblatt zu Karl Süssheim in der evangelisch-lutherischen Pfarrkirche St. Johannes in München

Er war der Sohn des Hopfen-Händlers Sigmund Süßheim aus Kronach, der 1870 nach Nürnberg übersiedelte, und seiner Ehefrau Clara Morgenstern. Mütterlicherseits war er ein Enkel des Fabrikanten und Politikers David Morgenstern. Nach dem Besuch des Alten Gymnasiums und des Neuen Gymnasiums in Nürnberg studierte Süssheim ab 1896 Geschichte, Philosophie und Naturwissenschaften an den Universitäten Jena, München, Erlangen und Berlin. Dort studierte er am Seminar für Orientalische Sprachen bei Martin Hartmann. Am 5. März 1902 promovierte er in Geschichte in Berlin mit einer Dissertation Preußische Annexionsbestrebungen in Franken 1791–1797, ein Beitrag zur Biographie Hardenbergs (1901). Danach hielt er sich bis 1906 zu Studienzwecken in Istanbul auf. Während der jungtürkischen Revolution ging er 1908 nach Kairo. 1911 habilitierte er sich in München mit seiner Schrift Prolegomena zu einer Ausgabe der im Britischen Museum zu London verwahrten Chronik des seldschukischen Reiches und wurde an der Ludwig-Maximilians-Universität München zunächst Privatdozent. Unter Fritz Hommel und Gotthelf Bergsträsser lehrte er an der Universität München die Sprachen Arabisch, Persisch und Türkisch. Von 1919 bis zu seiner Entlassung aus dem bayerischen Staatsdienst durch die Nationalsozialisten am 27. Juni 1933 war er dort außerordentlicher Professor. Zu seinen Studenten gehörten u. a. der spätere Historiker und Mediävist Ernst Kantorowicz, der jüdische Religionshistoriker Gershom Scholem und der Orientalist Franz Babinger.
Von 1934 bis zu seiner Flucht lebte Süssheim mit seiner Familie in der Münchener Preysingstraße 12. Nach der Pogromnacht vom 9. November 1938 kam er für kurze Zeit ins KZ Dachau. Im Jahr 1941 gelang es ihm durch Hilfe türkischer Freunde noch im letzten Moment mit Ehefrau und Töchtern nach Istanbul zu emigrieren, Teile seiner Privatbibliothek wurden damals der Bayerischen Staatsbibliothek einverleibt. Die türkischen Freunde verhalfen ihm in Istanbul zu einer befristeten Stelle an der dortigen İstanbul Üniversitesi. Süssheim starb 1947 an einer Nierenkrankheit und ist auf dem jüdischen Ashkenazen-Friedhof im Stadtteil Ortaköy begraben.
Während seiner Jahre in Istanbul hatte Süssheim eine Vielzahl originaler Handschriften gesammelt, die er auch später in der Emigration trotz schwierigster Lebensumstände zusammenhalten konnte. Die Bayerische Staatsbibliothek erwarb 1960 einen Großteil dieser Sammlung. Süssheim verfasste auch eigene Texte oft handschriftlich in osmanischer und arabischer Sprache. Sogar sein eigenes Tagebuch der Jahre 1908 bis 1940 schrieb er seit 1908 in türkischer und ab 1936 in arabischer Sprache. Nach der Veröffentlichung wurde es mit den Tagebüchern Victor Klemperers verglichen.
Der sprachgewandte Orientalist wurde in Istanbul als Dolmetscher an der deutschen Botschaft eingesetzt, aber auch später in Deutschland als Dolmetscher zu diplomatischen Treffen gebeten. So dolmetschte er am 30. April 1917 beim Besuch des Großwesirs Talât Pascha, mit dem er seit seinem Istanbul-Aufenthalt korrespondierte.
Süssheim wird als ein bescheidener und zurückhaltender, aber bedeutender Gelehrter beschrieben. Er war der jüngere Bruder des bayerischen Justizrats und SPD-Landtagsabgeordneten Max Süßheim.